# Polyphaenis xanthochloris
Polyphaenis xanthochloris är en fjärilsart som beskrevs av Jean Baptiste Boisduval 1840. Polyphaenis xanthochloris ingår i släktet Polyphaenis och familjen nattflyn. Inga underarter finns listade i Catalogue of Life.